# Паркстон (Јужна Дакота)
Паркстон (енгл. Parkston) град је у америчкој савезној држави Јужна Дакота.

## Демографија
По попису из 2010. године број становника је 1.508, што је 166 (-9,9%) становника мање него 2000. године.
| Група             | 2000.         | 2010.         |
| Белци             | 1.630 (97,4%) | 1.462 (96,9%) |
| Афроамериканци    | 3 (0,2%)      | 3 (0,2%)      |
| Азијати           | 0 (0,0%)      | 2 (0,1%)      |
| Хиспаноамериканци | 12 (0,7%)     | 8 (0,5%)      |
| Укупно            | 1.674         | 1.508         |